# Ritzi Jacobi
Ritzi Jacobi, Taufname Victoria Areclia Gavrilă (* 1941 in Bukarest; † 19. Juni 2022 in Düsseldorf), war eine rumänisch-deutsche Textil- und Installationskünstlerin.

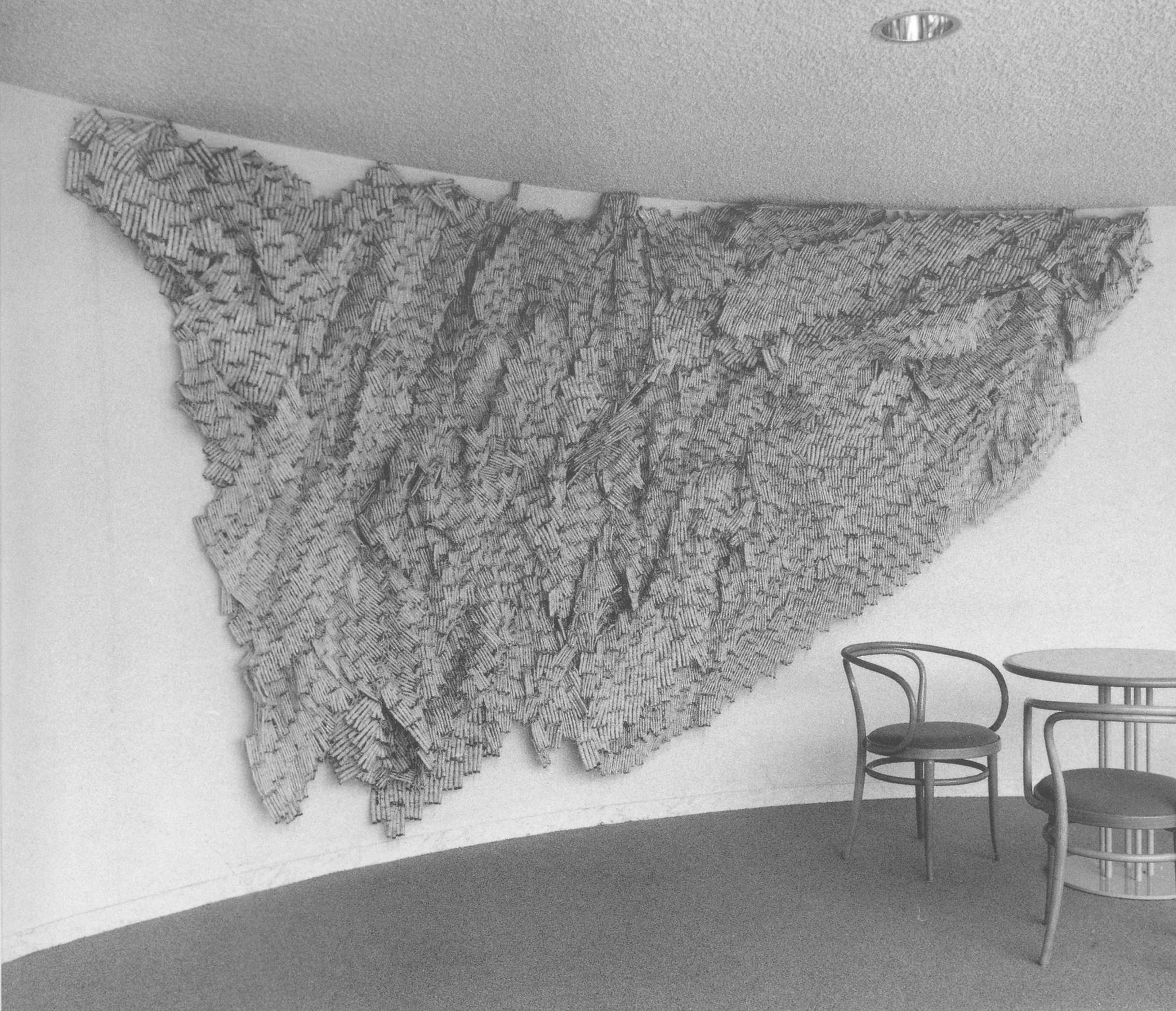
Tapisserie von Ritzi Jacobi im Rathaus von Güglingen

## Leben und Werk
Ritzi Jacobi besuchte ab 1954 das Institutul de Arte Plastice „Ion Andreescu“ in Cluj-Napoca. An der Schule ließ sie sich von 1961 bis 1966 in Textilkunst ausbilden. 1964 lernte sie den angehenden Bildhauer Peter Jacobi kennen. Gemeinsam schufen sie großformatige Tapisserien.
1966 heiratete das Künstlerpaar, das bis zur Trennung Ende 1987 zusammen arbeitete, so für die Biennales Internationales de la Tapisserie in Lausanne, für die Biennale in Venedig 1969/1970 und bis 1977 für die Werkreihe Transilvania.

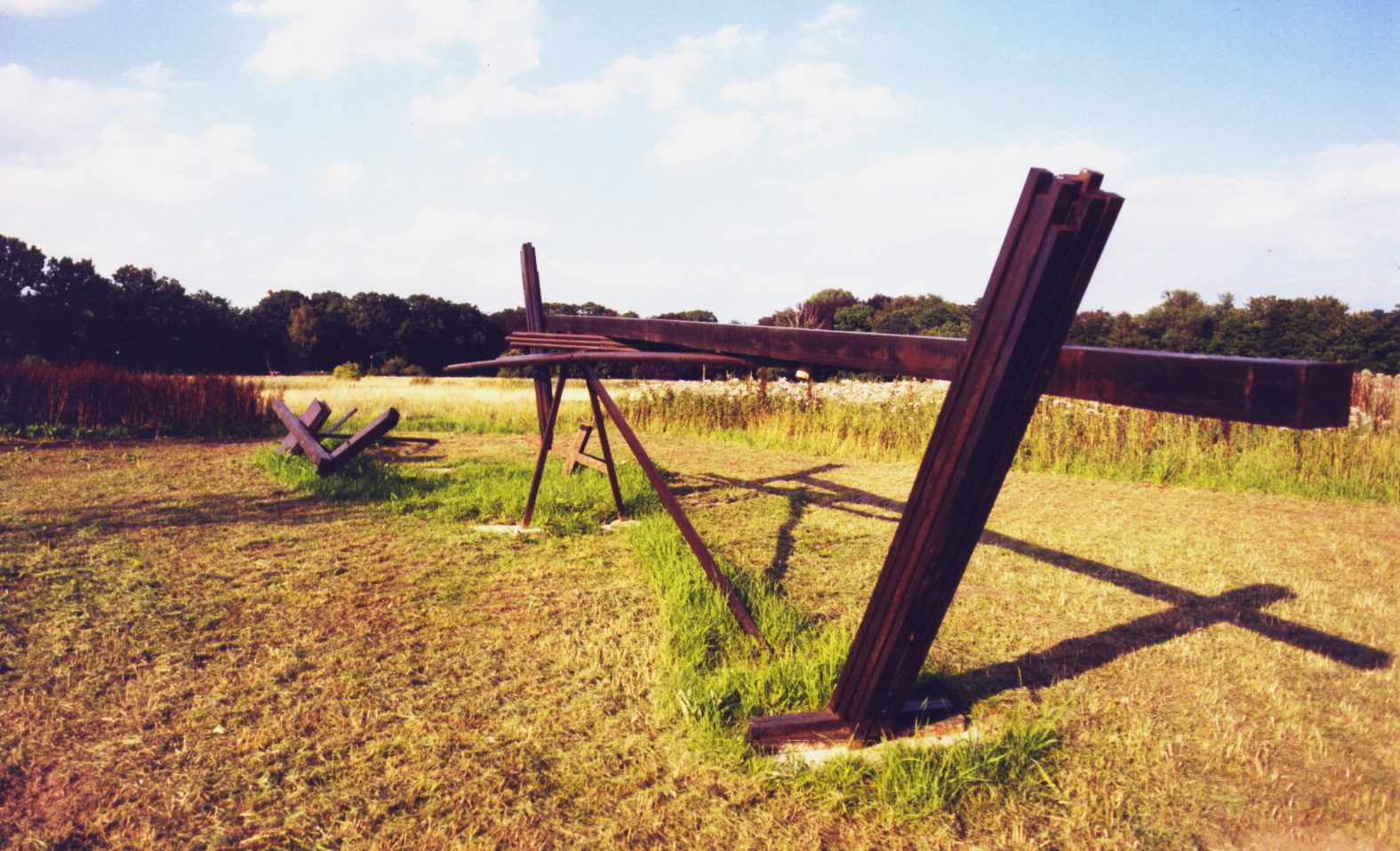
1986–1987. Räumliche Schraffur von Ritzi Jacobi. Kunst im öffentlichen Raum in Langenhagen

Im Jahr 1970 übersiedelte Ritzi Jacobi mit ihrem Mann nach Deutschland, wo sie die deutsche Staatsbürgerschaft erhielt. Es folgten Einzelausstellungen, teils gemeinsam mit Peter Jacobi, so in der National Gallery of Victoria, im Musée d’Art Moderne in Paris und im Cleveland Institute of Arts in Ohio. Nebst den gemeinsamen Textilreliefs waren sie unabhängig voneinander künstlerisch tätig.
Ab 2000 lebte Ritzi Jacobi in Düsseldorf. In den letzten Jahren arbeitete sie vor allem an großformatigen Tapisserien, teils als Auftragsarbeiten. Zudem war sie international als Expertin in Jurys und Gremien tätig. 2019 fand ihre letzte Einzelausstellung in der Galerie Diehl in Berlin statt. Ihre Werke befinden sich weltweit in den großen Museen.